# ژوزفین باتلر
ژوزفین باتلر (Police des Mœurs؛ ۱۳ آوریل ۱۸۲۸ – ۳۰ دسامبر ۱۹۰۶) با نام قبل از ازدواج، گری، ویراستار و نویسنده و یک فمینیست و اصلاح طلب اجتماعی در عصر ویکتوریا در بریتانیا بود. او برای حق رأی زنان، تحصیلات بهتر آنها، پایان دادن به محرومیت‌های قانونی زنان بعد از ازدواج، پایان دادن به فحشای دختران خردسال و قاچاق زنان جوان و کودکان برای فحشا در اروپا مبارزه کرد.

## زندگی اولیه
ژوزفین در یک خانواده مرفه و سیاسی رشد کرد. فضای خانوادگی او باعث شد که شخصیتی اجتماعی همراه با دیدگاه‌های مذهبی در او شکل گیرد. او با جرج باتلر یک روحانی آنگلیکان و مدیر مدرسه ازدواج کرد و چهار فرزند به دنیا آورد. آخرین فرزندش اوا در اثر پرت شدن از یک بلندی درگذشت. مرگ او باعث به‌وجود آمدن نقطه عطفی در زندگی ژوزفین شد و از آن پس تمامی احساساتش را به کمک به دیگران معطوف کرد و در شروع، این فعالیت‌ها را با کمک به ساکنان یک نوانخانه آغاز کرد.

## فعالیت‌های اجتماعی
ژوزفین در سال ۱۸۶۹ او برای لغو قانون بیماری‌های مقاربتی (که زنان روسپی قربانی آن بودند) مبارزاتش را شروع کرد. در سال ۱۸۸۶ این مبارزات با لغو قوانین مورد نظر او، موفقیت نهایی خود را به دست آورد. ژوزفین همچنین فدراسیون بین‌المللی لغو اعدام را به عنوان یک سازمان اروپایی تشکیل داد.
در تحقیقاتی که در زمینه قانون بیماری‌های مقاربتی داشت دریافت که بعضی از روسپی‌ها دختران ۱۲ ساله هستند و اینکه زنان و دختران جوان از انگلستان به دیگر کشورهای اروپایی با هدف روسپی گری خرید و فروش می‌شوند. مبارزات او علیه قاچاق زنان و دختران جوان به برکناری رئیس پلیس بلژیک، محاکمه و محکومیت معاون وی و ۱۲ نماینده مجلس شد که همه در این تجارت شرکت داشتند. کمپین نهایی او در اواخر دهه ۹۰ میلادی علیه پرونده بیماری‌های مقاربتی بود که همچنان در شبه قاره بریتانیا اجرا می‌شد.

## فعالیت‌های فرهنگی

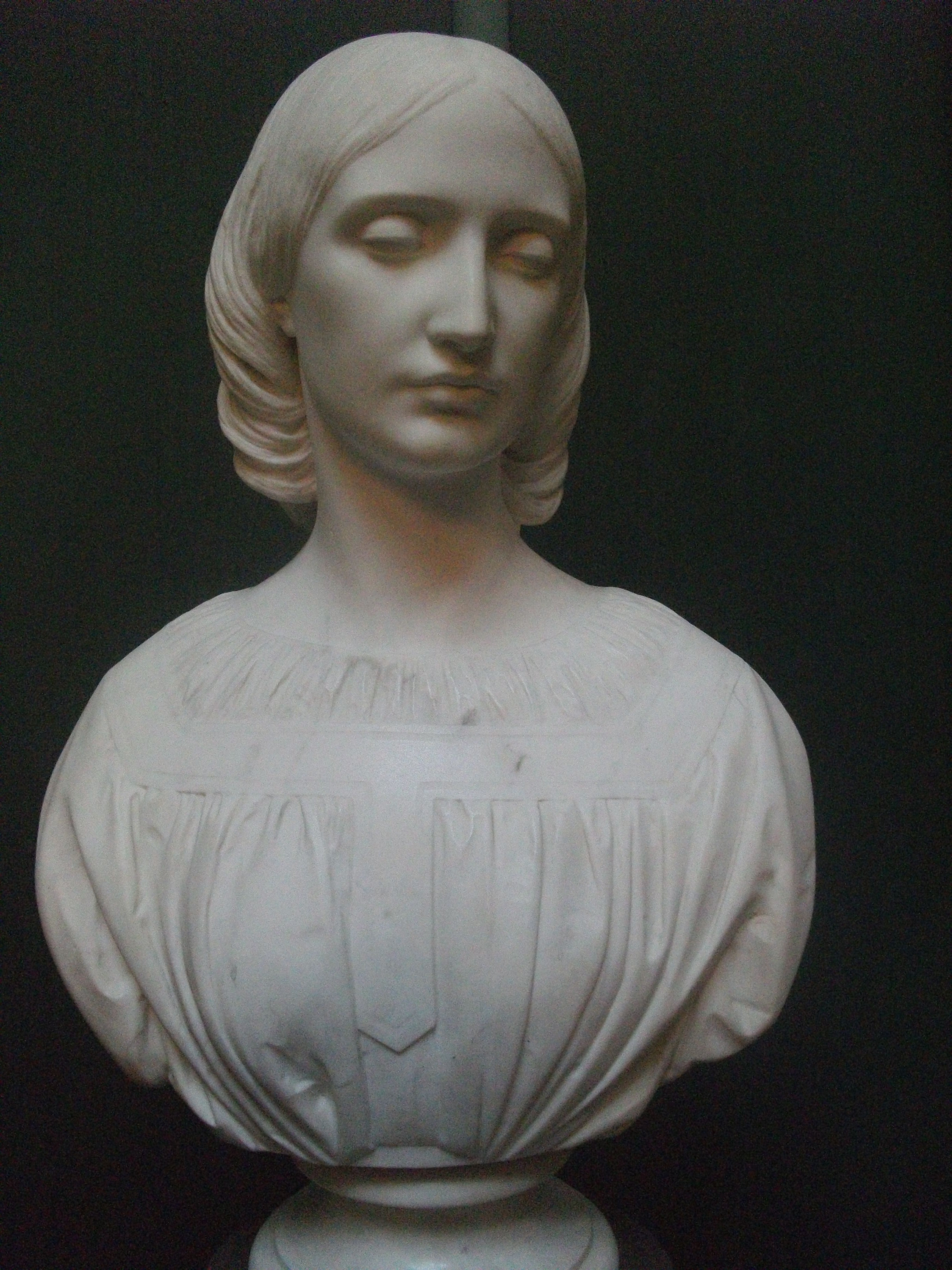
پیکره ژوزفین. سال ۱۸۶۵ در سن ۳۶ سالگی

ژوزفین بیش از ۹۰ کتاب و جزوه در طول دوره کار خود را نوشت، که بیشتر آن‌ها در جهت حمایت از مبارزاتش بود. او همچنین بیوگرافی پدر، همسرش و کاترین سیه‌نا (قدیس، نویسنده و روحانی مسیحی اهل ایتالیا) را تولید کرد. فمینیسم مسیحی ژوزفین توسط کلیسای بریتانیا با جشنواره‌های کوچک و در پنجره‌های شیشه رنگی کلیسای جامع آنگلیکان لیورپول و کلیسای سنت اولاو در شهر لندن ارج گذاشته شد. نام او در یادواره اصلاح طلبان در گورستان کنسال گرین لندن دیده می‌شود. دانشگاه دورهام یکی از کالج‌هایش را به اسم او نامگذاری کرد. استراتژی‌های مبارزاتی او راه فمینیست‌ها را تغییر داد و طرفداران حق رأی زنان مبارزات او را به پیش بردند. فعالیت‌های ژوزفین به ایجاد گروه‌های سیاسی راه برد که پیشتر فعال نبودند.

## پس از درگذشت
پس از مرگ او در سال ۱۹۰۶، میلیسنت فاوست، روشنفکر فمینیست او را به عنوان «برجسته‌ترین زن انگلیسی قرن نوزدهم» مورد تحسین قرار داد.